# 布比耶
布比耶（法語：Boubiers，法語發音：[bubje]）是法国瓦兹省的一个市镇，属于博韦区。

## 地理
布比耶（49°13'15"N, 1°52'11"E）面积10.35 平方千米，位于法国上法蘭西大區瓦兹省，该省份为法国北部内陆省份，北起索姆省，西接厄尔省和滨海塞纳省，南至塞纳-马恩省和瓦兹河谷省，东临埃纳省。
与布比耶接壤的市镇（或旧市镇、城区）包括：德兰库尔、阿当库尔-勒欧克洛谢、利扬库尔圣皮埃尔、利耶尔维尔、雷伊、瑟朗。

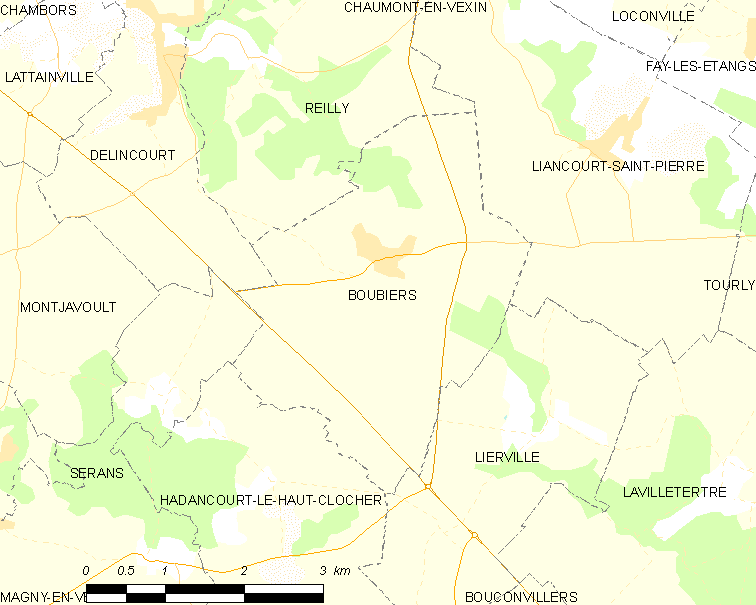
布比耶的OSM定位图

布比耶的时区为UTC+01:00、UTC+02:00（夏令时）。

## 行政
布比耶的邮政编码为60240，INSEE市镇编码为60089。

## 政治
布比耶所属的省级选区为韦克桑地区肖蒙县。

## 人口

1962-2008年间布比耶人口变化图示

布比耶于2022年1月1日时的人口数量为385人。